# Stryper
Stryper är en amerikansk kristen hårdrocksgrupp med mycket stor framgång i hela världen. Stryper står för "salvation through redemption, yielding peace, encouragement and righteousness".

## 1980-talet
Bandet bildades 1983 av bröderna Michael Sweet och Robert Sweet samt skolkamraten Richard Martinez, mer känd med namnet Oz Fox. Bandet hette då Roxx Regime. De bytte namn till Stryper året därpå för att bli det första kristna hårdrocksbandet att nå populärkultur. Namnet är en omvandlig på ett ord ur bibelcitatet "and with his stripes we are healed". Samma år gick basisten Tim Gaines med i bandet.
Bandet spelade in sin första EP The Yellow and Black Attack 1984. Stryper spelade sedan förband åt band som Ratt och Bon Jovi, detta ledde till att folk hävdade att bandet inte var riktiga kristna. 
1985 släpptes Strypers första fullängdare Soldiers Under Command genom Enigma Records. Detta album sålde guld och det ledde till en framgång för bandet. Året därpå släpptes "The Yellow and Black Attack" igen, fast nu som fullängdare med två extra spår och ett nytt omslag.
Bandets tredje album, To Hell with the Devil, släpptes 1986, den sålde platinum och befann sig tre månader på Billboard listan. Skivan blev en stor framgång och låtar som "Calling on You", "Free" och "Honestly"(som även nådde 23:e plats på Top 40-listan, "Honestly" var även mycket populär på tv kanalen MTV och slog ut stora band som Bon Jovi, Mötley Crue och Poison. Låten blev bandets hittills största framgång.
Det fjärde albumet, In God We Trust, släpptes 1988 och sålde guld. Låten "Always There For You" blev skivans största framgång och spelades också väldigt mycket på MTV.

## Stiländring och upplösning
I flera år hade kritiker stått utanför bandets spelningar och klagat över deras budskap. Folket hävdade fortfarande att bandet inte var riktiga kristna och att allt detta om Kristendom var en del av deras stil. Detta ledde till att bandet bytte stil. På bandets femte album Against the Law, som släpptes 1990, hade bandet bytt ut sin gula och svarta klädstil till svarta läderkläder och de nämnde inte någonting om Gud i sina texter. Något år senare lämnade Michael Sweet gruppen och satsade på solokarriär. Bandet fortsatte sedan som trio en kort tid, tills bandet upplöstes helt samma år.

## Återförening och nuvarande aktiviteter
År 2000 återförenades bandet för en spelning med original-medlemmarna i New Jersey. Detta var första gången de fyra bandmedlemmarna stod på scenen tillsammans sedan Against the Law-turnén, detta var dock en tillfällig återförening. 
2003 återförenades bandet permanent och släppte en samlingsskiva med namnet "7: The Best Of Stryper". Denna skiva innehöll två nya låtar, "Something" och "For You". En turné följde. Tim Gaines lämnade gruppen 2004 och ersattes av Tracy Ferrie. Med den nya line-upen spelade man in comeback-skivan Reborn. Skivan fick lite blandade omdömen, bland annat för att bandet har blivit mycket modernare och tyngre än storhetstiden. Skivan följdes sedan av en världsturné.
2007 gick Michael Sweet med som andra vokalist i Boston efter att deras sångare Brad Delp hittats död i sitt hem.
2009 släppte bandet sitt sjunde album, Murder by Pride. Albumet innebar en comeback till det klassiska Stryper-soundet, efter att Michael Sweet fått klagomål från fansen sedan Reborn. Lagom till 25-årsjubileet återvände Tim Gaines till bandet för att vara med på jubileumsturnén. 
2011 släpptes bandets första skiva med original-medlemmarna sedan 1990, coverplattan The Covering. På skivan gjorde bandet covers på låtar av Iron Maiden, Black Sabbath, Led Zeppelin, m.fl. En turné följde på skivan.
2013 släpptes No More Hell to Pay, ett album där Stryper går tillbaka till rötterna men ändå håller ett modernt sound. Uppföljaren Fallen släpptes 2015 som följer samma spår med oldschool blandat med nytt.
2017 sparkades Timothy Gaines ifrån bandet efter orsaker som det råder delade meningar om. Tim ersattes av Firehouse basisten Perry Richardson.

## Medlemmar
- Michael Sweet – sång, gitarr (1983–1992, 1999–2001, 2003– )
- Robert Sweet – trummor (1983–1992, 1999–2001, 2003– )
- Oz Fox – gitarr, bakgrundssång (1983-1992, 1999–2001, 2003– )
- Perry Richardson - Basgitarr, bakgrundssång (2017- )

Tidigare medlemmar
- Matt Hurich – basgitarr (1986)
- Tracy Ferrie – basgitarr (2005–2009)
- Tim Gaines – basgitarr, keyboard, piano, bakgrundssång (1983–1986, 1986–1992, 2003–2005, 2009–2017)

Bidragande studiomusiker
- John Van Tongeren – basgitarr, keyboard, piano (Soldiers Under Command, To Hell with the Devil, In God We Trust)
- Christopher Currell – synclavier, gitarr (Soldiers Under Command)
- Billy Meyers – keyboard (In God We Trust)
- Steve Croes – synclavier (In God We Trust)
- Brad Cobb – basgitarr (To Hell with the Devil, In God We Trust)
- John Purcell – keyboard (Against the Law)
- Jeff Scott Soto – bakgrundssång (Against the Law)
- Randy Jackson – basgitarr (Shining Star)
- Brent Jeffers – keyboard (Against the Law)
- Tom Werman – slagverk (Against the Law)
- Kenny Aronoff – trummor (Murder by Pride)
- John O'Boyle - basgitarr (God damn evil)

Turnerande medlemmar
- Charles Foley – keyboard
- Kenny Metcalf – keyboard (1985-1986)
- Brent Jeffers – keyboard (1986-1990, 2003)
- Dale Thompson – sång (1992)
- Lean Van Ranna – sång (2014)

## Diskografi

### Studioalbum
- The Yellow and Black Attack (1984)
- Soldiers Under Command (1985)
- To Hell with the Devil (1986)
- In God We Trust (1988)
- Against the Law (1990)
- Reborn (2005)
- Murder by Pride (2009)
- The Covering (2011)
- Second Coming (2013)
- No More Hell to Pay (2013)
- Fallen (2015)
- God Damn Evil (2018)
- Even the Devil Believes (2020)
- The Final Battle (2022)

### Livealbum
- 7 Weeks: Live In America 2003 (2004)
- Extended Versions (2006)
- Greatest Hits: Live in Puerto Rico	 (2007)
- Live at the Whisky	 (2014)

### EP
- The Yellow and Black Attack (1984)
- The Yellow and Black Attack (1986) (återutgåva, med två nya låtar)
- Free (1986)

### Singlar
- "Reach Out" / "Together as One" (1985)
- "Reach Out" / "First Love" (1985)
- "Soldiers Under Command" / "Together as One" (1985)
- "Together as One" / "Soldiers Under Command" (1985)
- "Winter Wonderland" / "Reason for the Season" (1985)
- "Reason for the Season (long version)" / "Reason for the Season (short version)" / "Winter Wonderland" (1985)
- "Calling On You" / "Free" (1986)
- "My Love I'll Always Show" (1986)
- "Free" / "Calling on You" (1987)
- "Honestly" / "Sing-Along Song" (1987)
- "Always There For You" (1988)
- "I Believe in You" / "In God We Trust" (1988)
- "I Believe in You" / "Together Forever (1988)
- "Keep the Fire Burning" / "The World of You And I" (1988)
- "The Reign" / "In God We Trust" / "The Writings on the Wall" (1988)
- "Shining Star (CHR Radio Remix)" / "Rock the Hell Out of You" / "Stryper 1990" (1990)
- "Make You Mine (album version)" / "Make You Mine (The Sweet Mix)" (2005)
- "Peace of Mind" (2008)
- "Heaven and Hell (Black Sabbath)" (2010)
- "Honestly (rerecorded)" (2010)
- "Carry on Wayward Son" (2011)

### Samlingsalbum
- Can't Stop the Rock: The Stryper Collection 1984-1991 (1991)
- 7: The Best of Stryper (2003)
- The Roxx Regime Demos 1983 (2007)

### Video
- Live In Japan (1986)
- In The Beginning (1988)
- Stryper Expo 2000 (2000)
- Stryper Expo 2001 (2001)
- Stryper Greatest Hits: Live in Puerto Rico (2006)
- Stryper Live In Indonesia At Java Rockin' Land 2010 (2012)